# 窦炽
窦炽（507年—584年9月22日），胡姓纥豆陵氏，字光成，扶风郡平陵县（今陕西省咸阳市秦都区）人，祖籍河南郡洛阳县（今河南省洛阳市东），北魏、西魏、北周、隋朝官员。

## 生平
窦炽家族世代为部落大人，一直在北魏为官，都是高官。窦炽性格严肃公正，有计谋和策略，胡须美丽，身高八尺二寸，年少时跟随范阳祁忻学习《毛诗》、《左氏春秋》，粗通大意。窦炽善于骑马射箭，体力过人。正光末年，北魏北方军镇扰乱，窦炽随着父亲窦略到定州避难，失陷于葛荣。葛荣想要授予窦略官职，窦略不接受。葛荣怀疑窦略有异心，于是将窦略留在冀州，让窦炽和窦炽的哥哥窦善跟随自己的军队。永安元年（528年），尔朱荣击败葛荣，窦炽就带着家人随着尔朱荣前往并州。当时葛荣的部下韩娄、郝长率领数万人占据蓟城不能攻克，尔朱荣以窦炽为都督，跟随骠骑将军侯渊前往讨伐。窦炽亲手斩杀韩娄，以军功出任扬烈将军。永安三年（530年），窦炽出任员外散骑侍郎，升任给事中。建明元年（530年），窦炽加武厉将军。
太昌元年（532年），魏孝武帝元修即位后，柔然等少数民族都派遣使者朝贡，魏孝武帝在殿堂前屋檐下的平台上宴请他们。有鹞鹰在殿前飞翔鸣叫，魏孝武帝一向知道窦炽善于射箭，就想演示给远道来的人看看，于是赐给窦炽两只皇帝用的箭，命令他射鹞鹰。鹞鹰应弦而落，各少数民族的使者都对此赞叹惊异。魏孝武帝大喜，赐给窦炽布帛五十匹。很快窦炽率领士兵跟随东南道行台樊子鹄追击尔朱仲远，尔朱仲远投奔南梁。当时梁武帝萧衍又派遣元树进攻北魏，攻克并占据谯城。樊子鹄命令窦炽率领骑兵击败元树，窦炽封行唐县子，食邑五百户。很快窦炽出任直合将军、银青光禄大夫，兼领华骝令，进爵上洛县伯，食邑一千户。
当时魏孝武帝和高欢结怨，因为窦炽威严庄重，能够担任辅佐的重任，于是魏孝武帝任命窦炽为合内大都督。窦炽又升任抚军将军，朱衣直合。永熙三年（534年）七月，魏孝武帝元修将要西迁关中，窦炽和哥哥窦善重新回到洛阳城下，与武卫将军高金龙在千秋门交战，击败对方，进入宫城，取御马四十匹以及马鞍，进献给魏孝武帝。魏孝武帝大喜，赐给窦炽和窦善每人两匹骏马，十匹劣马。
大统元年（535年），窦炽以跟随魏孝武帝西迁关中的功劳，另外封真定县公，出任东豫州刺史，加卫将军。跟随擒拿窦泰，收复弘农，参与沙苑之战，窦炽都有战功，增加食邑八百户。河桥之战，西魏各位将军撤退。窦炽当时独自和两个骑兵被东魏军追击，到达邙山，窦炽下马背抗击敌人。不久东魏军队逐渐增多，三面围攻，射出的箭像下雨一样。窦炽部下骑兵所用的弓都被敌军射破，窦炽于是将敌人射出的箭收集起来射出去，所射中的人和马都应弦而倒。东魏认为受到的杀伤太多，于是互相说：“生擒这三人也未必是功劳。”东魏军于是稍微后撤。窦炽趁着东魏军的懈怠，于是突围而出。窦炽又跟随太保李弼讨伐白额稽胡，将他们击败，出任车骑将军。
大统九年（543年），高仲密献出北豫州归附西魏，窦炽率领军队跟随宇文泰前往支援。到洛阳时，东魏军占据邙山列阵，宇文泰命令将军械物资和粮草留在瀍曲，率领轻装骑兵奋勇进击，中军和右军大破敌军，将东魏军的步兵俘虏。窦炽独自追赶敌人到石济才返回，升任车骑大将军、仪同三司、散骑常侍，增加食邑一千户。大统十三年（547年），窦炽升任使持节、骠骑大将军、开府仪同三司，加侍中，增加食邑总计三千九百户，外任泾州刺史，窦炽在泾州几年，政务号称简明，又改封安武县公，进授大将军。
魏废帝元钦元年（552年），窦炽出任大都督、原州刺史。窦炽在原州约束控制豪族，为隐沦不被擢用的人士昭雪，往往亲自巡视农田，鼓励老百姓耕作种植桑树。窦炽在原州十年，政绩显著。原州城的北面有股泉水，窦炽屡次前往游览，曾经和同僚属下设置宴会，自己饮水说：“我在此州，只应当饮水而已。”等到窦炽离职，百姓和官吏感念窦炽遗留的恩惠，每一个来到泉水边的人，没有不怀念窦炽的。
魏恭帝拓跋廓元年（554年），窦炽进爵广武郡公。恰逢柔然进犯广武，窦炽率领军队和柱国赵贵分路讨伐。柔然听说西魏军到了，引兵后撤。窦炽渡黄河到曲伏川追上柔然军，和他们交战，大败柔然，斩杀柔然首领郁久闾是发，俘虏数千人和各种牲畜数万头。周孝闵帝宇文觉登基，窦炽增加食邑二千户。武成二年（560年），窦炽出任柱国大将军。周明帝宇文毓认为窦炽在前朝尽忠且有功勋，名望和功劳都很高，想要单独为他营造住宅。窦炽以天下尚未平定，战争没有停息，不适合征发徒众服役，而加以推辞，周明帝没有准许。不久周明帝去世，此事才停止。
保定元年十一月乙巳（561年11月25日），窦炽进封邓国公，食邑一万户，另食资阳县一千户，收取他们的租赋。保定四年四月癸卯（564年5月11日），窦炽出任大宗伯，跟随晋公宇文护东征。天和五年（570年），窦炽外任宜州刺史。之前，宇文泰在渭水以北打猎，命令窦炽和宇文护分别射奔跑的兔子，窦炽一天获十七头，宇文护获十一头。宇文护以比不上窦炽为耻，因此结下怨恨。到天和五年，窦炽又因为周武帝宇文邕年纪已大，有劝说宇文护把朝政归还周武帝的提议，宇文护厌恶他，所以将窦炽降职。等到宇文护被诛杀，朝廷于建德元年三月癸亥（572年4月19日）征召窦炽出任太傅。
窦炽是朝廷元老，名望地位向来很高，对于军队和国家的大计，经常参与讨论。窦炽有次患病，周武帝到窦炽的住宅慰问，赐给药物，窦炽受到的礼遇就是如此。建德五年（576年）十月，周武帝在大德殿谋划讨伐北齐，窦炽当时已经年迈衰老，握住手腕说：“臣虽年老，请求手执戈和盾，作为先锋出发。能够看到消灭敌人，平定天下，查看地方风俗，登上山岳，祭告成功，然后魂归黄泉，也就不再有遗憾。”周武帝赞许窦炽的志向气节，于是任命窦炽的次子武当公窦恭为左路第二军总管。北齐平定后，周武帝召窦炽遍观相州宫殿。窦炽拜贺说：“陛下真是没有辜负先帝。”周武帝大喜，赐给窦炽奴婢三十人，杂色丝帛一千匹。建德六年九月壬申（577年9月29日），窦炽又进位上柱国。
宣政元年（578年），窦炽兼任雍州牧。等到周宣帝宇文贇营建东京，以窦炽出任京洛营作大监。皇宫花园的体制法度，都由窦炽决定。大象初年，窦炽改食乐陵县，封邑户数如故。大象二年（580年），杨坚辅政，停掉洛阳宫的建造，窦炽请求回朝。恰逢尉迟迥起兵，窦炽于是移入金墉城，挑选关中军士得到数百人，与洛州刺史、平凉公元亨齐心固守，窦炽仍代理洛州镇事务。相州被平定后，窦炽才回朝。当时杨坚刚出任相国，百官都劝说他做皇帝。窦炽自认为世代受皇恩，于是不肯在劝进表上署名。当时人们认为他气节高尚。
开皇元年春二月甲子（581年3月4日），杨坚登基，在南郊设置祭坛，派遣太傅、上柱国、邓公窦炽烧柴祭天。隋文帝登基后，窦炽于开皇元年二月乙亥（581年3月15日）出任太傅，加以特殊的礼遇，窦炽朝拜皇帝的时候，赞礼的人不称他的名字。开皇四年八月壬寅（584年9月22日），窦炽去世，时年虚岁七十八，朝廷赠予窦炽原本的官职、冀沧瀛赵卫贝魏洛八州诸军事、冀州刺史，谥号恭。
窦炽侍奉双亲很孝顺，对各位哥哥以悌顺闻名，等到他位高名望大的时候，子孙都居于高位，成为当时的豪门望族。

## 其他
窦炽曾经遵从黄老之学，后改信奉佛教，曾修建白马寺、梵云寺两座寺庙。

## 家庭

### 兄弟
- 窦兴
- 窦拔
- 窦岳，北周追赠大将军、冀州刺史
- 窦善，西魏骠骑大将军、开府仪同三司、太仆、永富忠公

### 子女
- 窦茂，隋朝邓国公
- 窦恭，次子，北周柱国、亳州刺史、酂国公
- 窦览，隋朝开府、汶州总管、建安公[40]
- 窦深，隋朝开府仪同三司、蔚州刺史、绥安县开国公[41]
- 窦嶷，隋朝使持节、蔡州诸军事、蔡州刺史、上柱国、广武郡公[42][43]
- 窦谊
- 窦威，唐朝内史令、延安靖公
- 纥豆陵含生，嫁北周赵国公宇文招，封赵国公夫人[44]

## 延伸阅读
[在维基数据编辑]
 《周書/卷30》，出自令狐德棻《周書》
 《北史·卷061》，出自李延壽《北史》